# Toshio Shimakawa
Toshio Shimakawa (島川 俊郎 Shimakawa Toshio?), född 28 maj 1990 i Chiba prefektur, är en japansk fotbollsspelare.
Shimakawa började sin karriär 2009 i Vegalta Sendai. Efter Vegalta Sendai spelade han för Tokyo Verdy, Blaublitz Akita, Renofa Yamaguchi FC, Tochigi SC, Ventforet Kofu och Oita Trinita.